# 박재홍 (1941년)
박재홍(朴在鴻, 1941년 3월 25일 ~ )은 대한민국의 정치인이다. 박정희 전직 대통령의 조카이다.

## 이력
광평국민학교, 구미중학교, 대구상업고등학교를 거쳐 고려대학교 법대 행정학과를 나왔다. 1961년 삼촌인 박정희의 쿠데타가 성공한 후, 28세에 포항종합제철(주)의 행정실장, 32살에 동양철관(주)의 사장, 회장을 맡았고 정계에서는 민정당, 민자당, 신한국당, 자민련에 있었으며, 당내에서는 민정당 당무위원, 민정당 재해대책위원장 겸 원내부총무, 민자당 당무위원, 신한국당 당무위원, 자민련 당무위원 등을 맡았다. 13대 국회의원 선거에서는 사촌 동생 박준홍과 맞붙기도 했다. 14대 국회에는 비례대표로 진출하였으며 1996년 2월 26일 신한국당을 탈당하고 자유민주연합에 입당함으로써 의원직을 상실하였다. 박재홍은 전 대통령 박정희의 조카이며, 전 자민련 총재 김종필과 전 공화당 국회의원 한병기의 사촌처남이기도 하다. 이 외에도 새마을문고본부이사를 맡았다..

## 가족 관계
- 부 : 박동희(朴東熙, 1895년 음력 5월 17일~ 1972년 음력 9월 4일)
- 전모 : 선산김씨 김동금(善山金氏, 1894년 음력 1월 13일~ 1962년 음력 2월 16일)
- 생모 : 여산송씨 송임무(礪山宋氏, 1911년 음력 2월 8일 ~ 1996년)
  - 처 : 김양자(1945년 음력 1월 1일~ )
    - 딸 : 박현주(朴賢珠, 1968년 1월 17일~ )
    - 딸 : 박혜린(朴譓媛, 1969년 1월 24일~ )
    - 아들 : 박용원(朴鏞元, 1972년 ~ )

## 역대 선거 결과
|  | 52.64% |

|  | 46.99% |

|  | 45.28% |

|  | 38.5% |

|  | 41.49% |